# Boisleux-Saint-Marc
Pour les articles homonymes, voir Boisleux.
Boisleux-Saint-Marc est une commune française située dans le département du Pas-de-Calais en région Hauts-de-France. Ses habitants sont appelés les Boislieusiens. La commune est membre de la communauté urbaine d'Arras.

## Géographie

### Localisation
Localisée dans le sud-est du département du Pas-de-Calais, la commune de Boisleux-Saint-Marc est située  à 12 kilomètres au sud d'Arras (chef-lieu d'arrondissement et préfecture du Pas-de-Calais).
Le territoire de la commune est limitrophe de ceux de cinq communes.
Les communes limitrophes sont Mercatel, Boiry-Becquerelle, Boisleux-au-Mont, Boyelles et Hamelincourt.

### Géologie et relief
La superficie de la commune est de 3,38 km2 ; son altitude varie de 69  à   99 mètres.

### Hydrographie

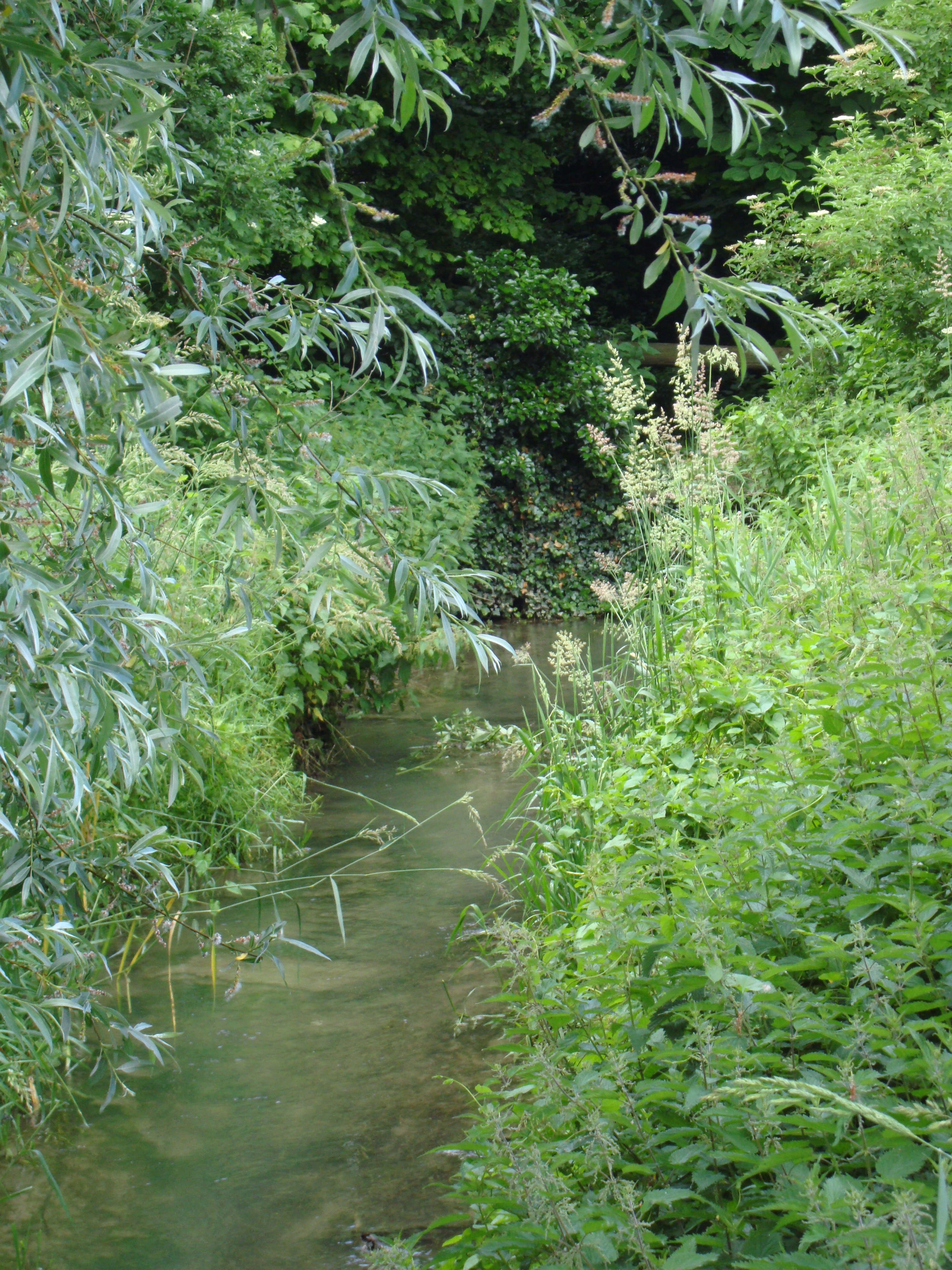
Le Cojeul.

Le territoire de la commune est situé dans le bassin Artois-Picardie.
La commune est traversée par le Cojeul, cours d'eau de 25 km, qui prend sa source dans la commune de Douchy-lès-Ayette et se jette dans la Sensée au niveau de la commune d'Éterpigny.

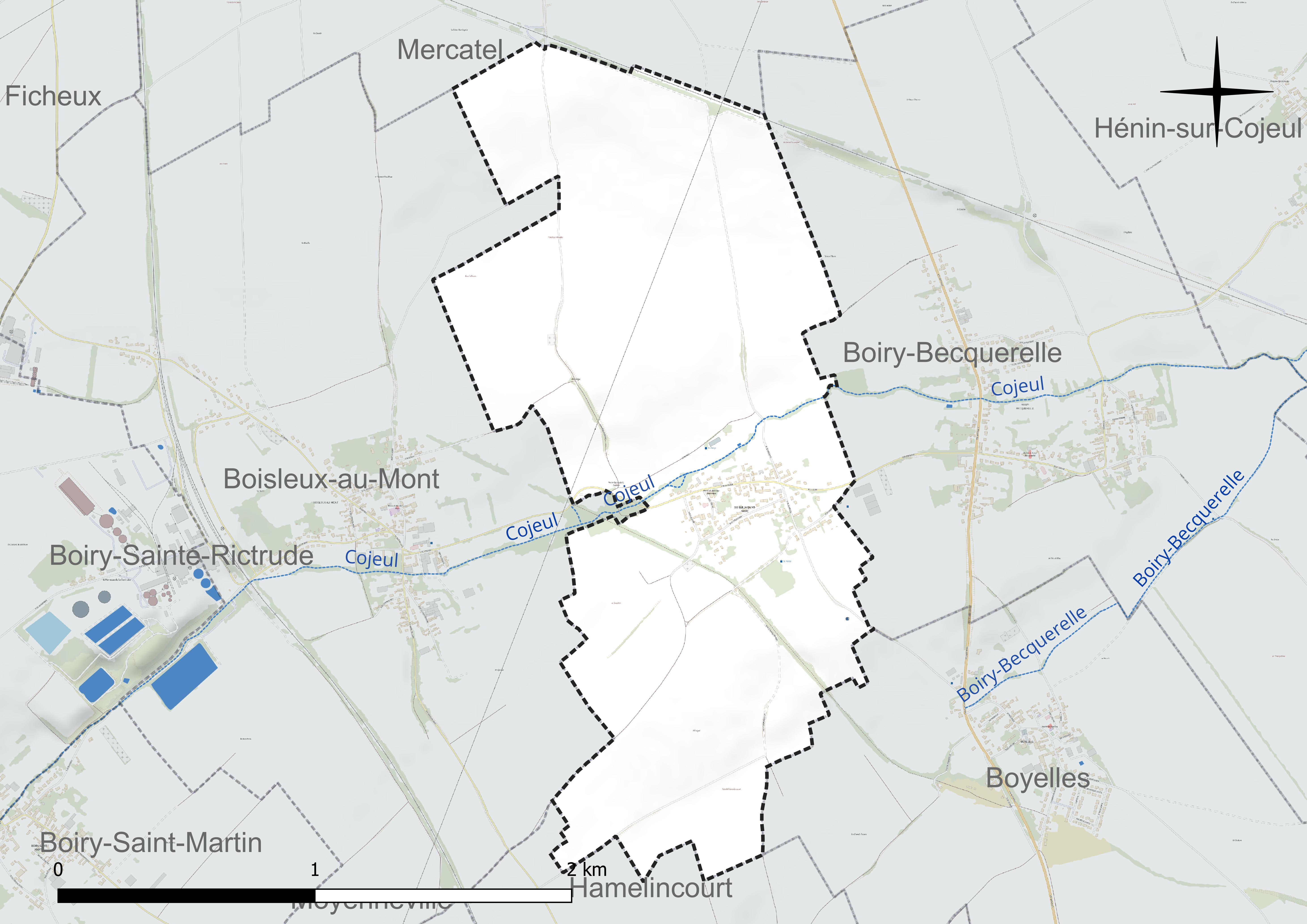
Réseau hydrographique de Boisleux-Saint-Marc.

### Climat
Pour des articles plus généraux, voir Climat des Hauts-de-France et Climat du Pas-de-Calais.
En 2010, le climat de la commune est de type climat océanique dégradé des plaines du Centre et du Nord, selon une étude du CNRS s'appuyant sur une série de données couvrant la période 1971-2000. En 2020, Météo-France publie une typologie des climats de la France métropolitaine dans laquelle la commune est exposée à un climat océanique et est dans la région climatique Nord-est du bassin Parisien, caractérisée par un ensoleillement médiocre, une pluviométrie moyenne régulièrement répartie au cours de l’année et un hiver froid (3 °C).
Pour la période 1971-2000, la température annuelle moyenne est de 10,3 °C, avec une amplitude thermique annuelle de 14,4 °C. Le cumul annuel moyen de précipitations est de 733 mm, avec 11,8 jours de précipitations en janvier et 8,8 jours en juillet. Pour la période 1991-2020, la température moyenne annuelle observée sur la station météorologique la plus proche, située sur la commune de Wancourt à 7 km à vol d'oiseau, est de 10,8 °C et le cumul annuel moyen de précipitations est de 711,4 mm,. Pour l'avenir, les paramètres climatiques de la commune estimés pour 2050 selon différents scénarios d'émission de gaz à effet de serre sont consultables sur un site dédié publié par Météo-France en novembre 2022.

### Paysages
Pour un article plus général, voir Paysage en France.
La commune s'inscrit dans les « paysages des grandes plaines arrageoises et cambrésiennes » tels qu'ils sont définis dans l'atlas de paysages de la région Nord-Pas-de-Calais, conçu par la direction régionale de l'Environnement, de l'Aménagement et du Logement (DREAL),.
Ces « paysages des grandes plaines arrageoises et cambrésiennes », qui concernent 238 communes, sont constitués de 80,36 % de cultures, de 8,01 % d'espaces artificialisés avec les communes principales de Cambrai, Caudry, Bapaume et Avesnes-le-Comte, de 7,25 % de prairies naturelles, permanentes, de 3,19 % de forêts et de milieux semi-naturels, 0,77 % de friches industrielles, de 0,38 % de cours d'eau et plan d'eau et de 0,04 % d’espaces industriels. Ces paysages sont dominés par les « grandes cultures » de céréales et de betteraves industrielles qui représentent 70 % de la surface agricole utilisée (SAU).

## Urbanisme

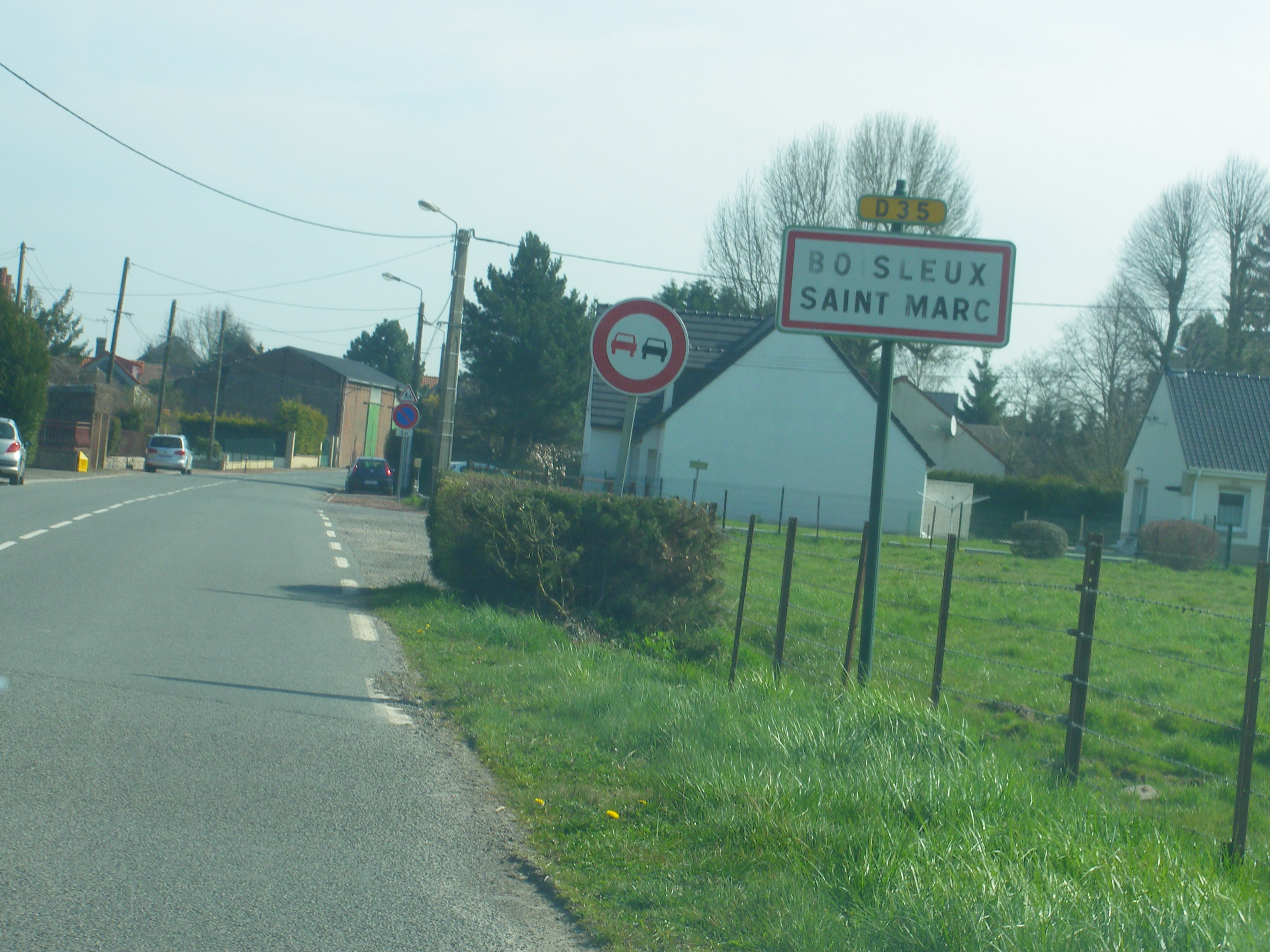
Une entrée de la commune.

### Typologie
Au 1er janvier 2024, Boisleux-Saint-Marc est catégorisée commune rurale à habitat dispersé, selon la nouvelle grille communale de densité à sept niveaux définie par l'Insee en 2022.
Elle est située hors unité urbaine. Par ailleurs la commune fait partie de l'aire d'attraction d'Arras, dont elle est une commune de la couronne,. Cette aire, qui regroupe 163 communes, est catégorisée dans les aires de 50 000 à moins de 200 000 habitants,.

### Occupation des sols
L'occupation des sols de la commune, telle qu'elle ressort de la base de données européenne d’occupation biophysique des sols Corine Land Cover (CLC), est marquée par l'importance des territoires agricoles (100 % en 2018), une proportion identique à celle de 1990 (100 %). La répartition détaillée en 2018 est la suivante : 
terres arables (90,6 %), zones agricoles hétérogènes (9,4 %).
L'évolution de l’occupation des sols de la commune et de ses infrastructures peut être observée sur les différentes représentations cartographiques du territoire : la carte de Cassini (XVIIIe siècle), la carte d'état-major (1820-1866) et les cartes ou photos aériennes de l'IGN pour la période actuelle (1950 à aujourd'hui).

### Voies de communication et transports

#### Voies de communication
La commune est desservie par la route départementale D 35.

#### Transport ferroviaire
La commune se trouve à 1 km de la gare de Boisleux, située sur la ligne de Paris-Nord à Lille, desservie par des trains régionaux du réseau TER Hauts-de-France.

## Toponymie
Le nom de la localité est attesté sous les formes Bailius (1119), Bailues et Bailoes (1154-1159), Bayluez (XIIe siècle), Bailuues (1224), Baislues Sancti Medardi, Bailues et Bailoes (1236), Bailues Sancti Marchi (1252), Bailoes Saint Mart (1258), Bailoes Sancti Medardi et Balues (1276), Balluex (XIIIe siècle), Baileues (1302), Bialues (1317), Bailloeul-Saint-Mark (XIVe siècle), Boilloeux-le-Grant (1409), Bailloel-Saint-Marck (1430), Baisleux-Saint-Mark (1434), Bailleul-Saint-Marq (1515), Le grand Boilleux (1521), Boisleux-Saint-Marc (1720), Boisleux-Saint-Mard (XVIIIe siècle), Leauwette, Leauette et Liauwette (1793, loi de brumaire an II), Boileux-Saint-Marcq et Boisleux-Saint-Marc depuis 1801.
Saint-Marc est un hagiotoponyme. Boisleux-Saint-Marc a pour saint patron Médard de Noyon.
Durant la Révolution, la commune porte le nom de Léanette ou Liauwette.

## Histoire
L'histoire de la commune est consultable dans le Dictionnaire historique et archéologique du Pas-de-Calais paru en 1873 
.
La commune est décorée de la croix de guerre 1914-1918 par décret du 23 septembre 1920, distinction également attribuée à 276 autres communes du Pas-de-Calais.

## Politique et administration

### Découpage territorial
La commune se trouve dans l'arrondissement d'Arras du département du Pas-de-Calais, depuis 1801.

#### Commune et intercommunalités
La commune est membre de la communauté urbaine d'Arras qui regroupe 46 communes et totalise 109 776 habitants en 2021.

#### Circonscriptions administratives
La commune est rattachée au canton de Croisilles de 1801 à 2014, puis, depuis 2015, au canton d'Arras-3.

#### Circonscriptions électorales
Pour l'élection des députés, la commune fait partie de la première circonscription du Pas-de-Calais.

### Élections municipales et communautaires

#### Liste des maires
| Période                                  | Période                      | Identité         | Étiquette | Qualité                                              |
| ---------------------------------------- | ---------------------------- | ---------------- | --------- | ---------------------------------------------------- |
| Les données manquantes sont à compléter. |                              |                  |           |                                                      |
| 1982                                     | 2020                         | Michel Delmotte  |           | Instituteur retraité Réélu pour le mandat 2014-2020, |
| 28 mai 2020                              | En cours (au 1 février 2022) | Stéphane Leignez |           | Technicien,                                          |

## Équipements et services publics

### Justice, sécurité, secours et défense
La commune dépend du tribunal judiciaire d'Arras, du conseil de prud'hommes d'Arras, de la cour d'appel de Douai, du tribunal de commerce d'Arras, du tribunal administratif de Lille, de la cour administrative d'appel de Douai et du tribunal pour enfants d'Arras.

## Population et société

### Démographie
Les habitants de la commune sont appelés les Boislieusiens.

#### Évolution démographique
L'évolution du nombre d'habitants est connue à travers les recensements de la population effectués dans la commune depuis 1793. Pour les communes de moins de 10 000 habitants, une enquête de recensement portant sur toute la population est réalisée tous les cinq ans, les populations de référence des années intermédiaires étant quant à elles estimées par interpolation ou extrapolation. Pour la commune, le premier recensement exhaustif entrant dans le cadre du nouveau dispositif a été réalisé en 2006.

En 2022, la commune comptait 256 habitants, en évolution de +0,79 % par rapport à 2016 (Pas-de-Calais : −0,72 %, France hors Mayotte : +2,11 %).
| 1793 | 1800 | 1806 | 1821 | 1831 | 1836 | 1841 | 1846 | 1851 |
| ---- | ---- | ---- | ---- | ---- | ---- | ---- | ---- | ---- |
| 189  | 184  | 207  | 211  | 233  | 238  | 227  | 225  | 206  |

| 1856 | 1861 | 1866 | 1872 | 1876 | 1881 | 1886 | 1891 | 1896 |
| ---- | ---- | ---- | ---- | ---- | ---- | ---- | ---- | ---- |
| 212  | 213  | 206  | 225  | 227  | 205  | 207  | 207  | 175  |

| 1901 | 1906 | 1911 | 1921 | 1926 | 1931 | 1936 | 1946 | 1954 |
| ---- | ---- | ---- | ---- | ---- | ---- | ---- | ---- | ---- |
| 181  | 166  | 167  | 118  | 118  | 122  | 110  | 130  | 104  |

| 1962 | 1968 | 1975 | 1982 | 1990 | 1999 | 2006 | 2011 | 2016 |
| ---- | ---- | ---- | ---- | ---- | ---- | ---- | ---- | ---- |
| 91   | 99   | 87   | 96   | 164  | 208  | 188  | 238  | 254  |

| 2021 | 2022 | - | - | - | - | - | - | - |
| ---- | ---- | - | - | - | - | - | - | - |
| 252  | 256  | - | - | - | - | - | - | - |

#### Pyramide des âges
En 2018, le taux de personnes d'un âge inférieur à 30 ans s'élève à 38,6 %, soit au-dessus de la moyenne départementale (36,7 %). À l'inverse, le taux de personnes d'âge supérieur à 60 ans est de 16,2 % la même année, alors qu'il est de 24,9 % au niveau départemental.
En 2018, la commune comptait 121 hommes pour 126 femmes, soit un taux de 51,01 % de femmes, légèrement inférieur au taux départemental (51,5 %).
Les pyramides des âges de la commune et du département s'établissent comme suit.
| Hommes | Classe d’âge | Femmes |
| ------ | ------------ | ------ |
| 0,0    | 90 ou +      | 0,0    |
| 1,6    | 75-89 ans    | 1,5    |
| 16,1   | 60-74 ans    | 13,1   |
| 19,4   | 45-59 ans    | 21,5   |
| 25,8   | 30-44 ans    | 23,8   |
| 16,9   | 15-29 ans    | 16,9   |
| 20,2   | 0-14 ans     | 23,1   |

| Hommes | Classe d’âge | Femmes |
| ------ | ------------ | ------ |
| 0,5    | 90 ou +      | 1,6    |
| 5,6    | 75-89 ans    | 8,9    |
| 16,7   | 60-74 ans    | 18,1   |
| 20,2   | 45-59 ans    | 19,2   |
| 18,9   | 30-44 ans    | 18,1   |
| 18,2   | 15-29 ans    | 16,2   |
| 19,9   | 0-14 ans     | 17,9   |

### Manifestations culturelles et festivités
Une association pour le maintien d'une agriculture paysanne (AMAP) s'est installé dans le village en 2008.
Le comité des fêtes propose chaque année à Noël et à Pâques des animations (cinéma, bowling, chasse aux œufs…).

## Culture locale et patrimoine

### Lieux et monuments
- L'église Saint-Médard.

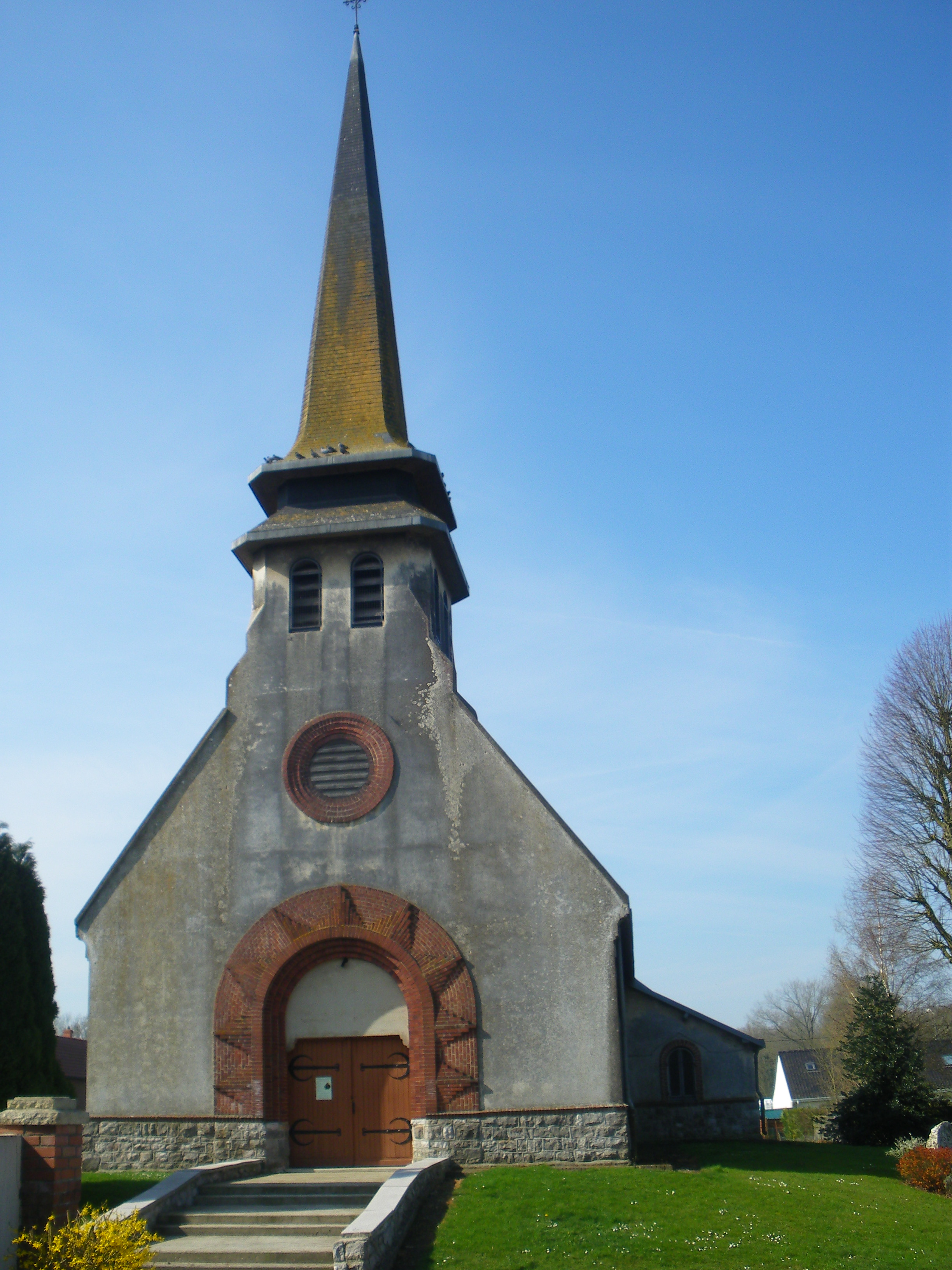
L'église.

- La commune ne dispose pas de monument aux morts mais de deux plaques commémoratives avec le nom des soldats morts lors de la Première Guerre mondiale, l'une à l'intérieur de l'église et l'autre sur le calvaire[34].
- Le Sunken Road cemetery (415 tombes) au lieu-dit le Fond-de-Biette.

### Héraldique
| Blason de Boisleux-Saint-Marc | Blason  | D'argent à la fasce d'azur accompagnée de deux chantepleures [ou bouges / bouses] du même. Ornements extérieursCroix de guerre 1914-1918 |
| Blason de Boisleux-Saint-Marc | Détails | Le statut officiel du blason reste à déterminer.                                                                                         |

## Pour approfondir

#### Bases de données, dictionnaires et encyclopédies
- Site officiel
- Ressources relatives à la géographie :   - Insee (communes)
  - Ldh/EHESS/Cassini
- Ressource relative à plusieurs domaines :   - Annuaire du service public français
- Notices d'autorité :   - BnF (données)